# Fiodor Jurczichin
Fiodor Nikołajewicz Jurczichin, ros. Фёдор Николаевич Юрчихин (ur. 3 stycznia 1959 w Batumi (ZSRR), obecnie Adżarska Republika Autonomiczna w Gruzji) – inżynier, rosyjski kosmonauta. Jego rodzice są pontyjskimi Grekami.

## Wykształcenie i praca zawodowa
- 1976 – ukończył klasę matematyczno-fizyczną w średniej szkole w Batumi im. Siergieja P. Korolowa.
- 1983 – został absolwentem Moskiewskiego Instytutu Lotnictwa im. Sergo Ordżonikidze (МАИ – Московский авиационный институт) i uzyskał tytuł inżyniera-mechanika. Od września pracował jako inżynier w biurze konstrukcyjnym Zjednoczenia Naukowo-Badawczego Energia.
- 1990-1995 – przez blisko rok na statku „Kosmonauta Jurij Gagarin” kierował grupą kontrolerów lotu. Później pracował w Centrum Kierowania Lotem, gdzie zajmował się m.in. przygotowywaniem lotów statków towarowych typu „Progress”.
- 1995-1997 – był pomocnikiem kierownika lotu podczas realizacji programu „Mir-NASA”.
- 2001 – ukończył Rosyjską Akademię Służby Państwowej.

## Kariera kosmonauty

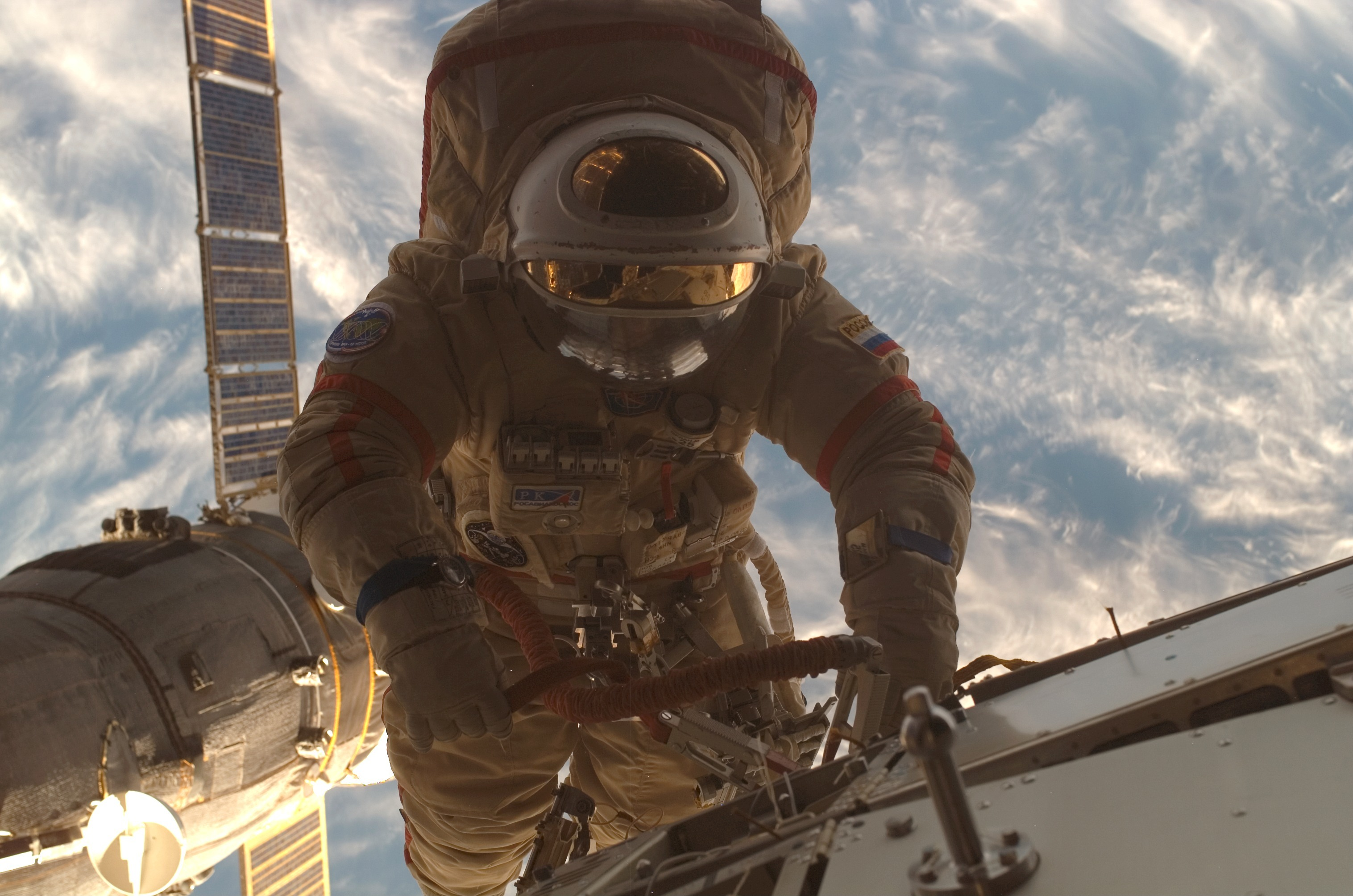
Spacer kosmiczny przy module Zwiezda w kombinezonie Orłan (2007)

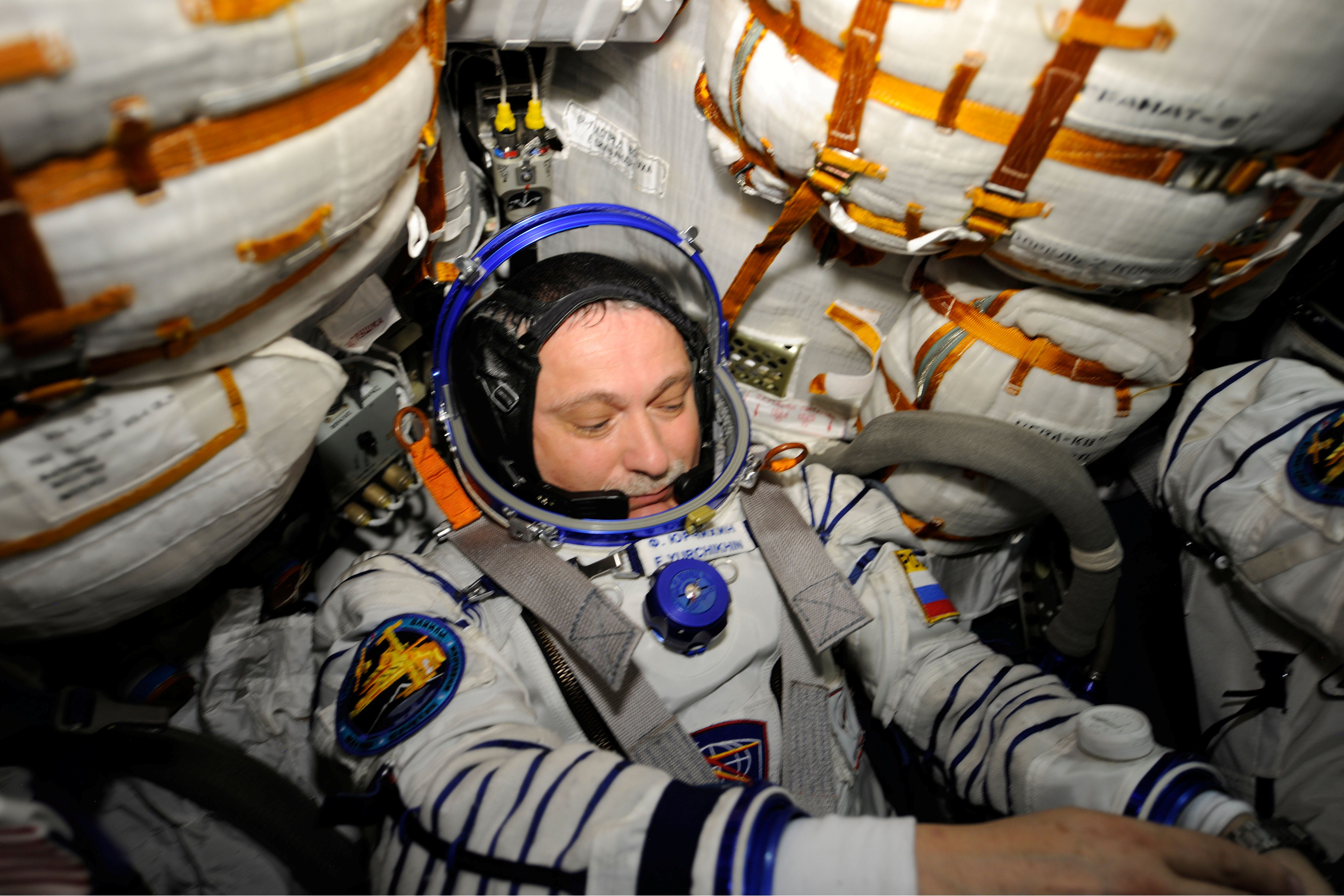
Fiodor Jurczichin w kombinezonie Sokoł na pokładzie Sojuza TMA-19 (2010)

- 1996 – po pomyślnym przejściu badań w Instytucie Problemów Medyczno-Biologicznych (ИМБП) został dopuszczony przez Główną Komisję Medyczną do specjalistycznego treningu.
- 1997 – 28 lipca decyzją Państwowej Komisji Międzyresortowej (ГМВК) oficjalnie został kosmonautą NPO Energia.
- 1999 – zakończył podstawowe przeszkolenie dla przyszłych kosmonautów. 1 grudnia zdał egzaminy przed Międzyresortową Komisją Kwalifikacyjną (МВКК) i uzyskał kwalifikacje kosmonauty-badacza.
- 2000 – został skierowany do grupy kosmonautów przygotowujących się do lotu na Międzynarodową Stację Kosmiczną.
- 2001 – 1 sierpnia zaproponowano go do załogi misji STS-112. W sierpniu jego kandydaturę zatwierdziła NASA, a już we wrześniu rozpoczął treningi w Centrum Lotów Kosmicznych imienia Lyndona B. Johnsona.
- 2002 – w październiku uczestniczył na pokładzie wahadłowca Atlantis w 10-dniowym locie STS-112.
- 2003-2005 – pod koniec 2003 został inżynierem pokładowym załogi rezerwowej 13 ekspedycji na ISS. Razem z nim szkolił się także John Herrington, a później John Grunsfeld. Niezależnie od tych przygotowań w sierpniu 2005 skierowano go do grupy astronautów, z których sformowano później składy podstawowych stałych załóg ISS: 15, 16 i 17.
Z uwagi na opóźnienie wznowienia regularnych lotów wahadłowców dokonano kolejnych zmian w składach przygotowywanych załóg i ostatecznie partnerami Jurczichina pod koniec 2005 zostali Edward Fincke oraz Siergiej Wołkow.
- 2006 – w marcu cała trójka była dublerami podstawowej załogi Sojuza TMA-8. Od maja Jurczichin został dowódcą podstawowej załogi 15. stałej załogi ISS. Razem z nim znaleźli się w niej Oleg Kotow oraz Clayton Anderson. Skład ten zaakceptowała również NASA.
- 2007 – w dniach 7 kwietnia – 21 października odbył lot w kosmos na pokładzie statku kosmicznego Sojuz TMA-10 i Międzynarodowej Stacji Kosmicznej. 30 maja odbył swój pierwszy spacer w przestrzeni kosmicznej; następne wykonał 6 czerwca i 23 lipca.
- 2010 – w dniach 15 czerwca – 26 listopada udział w ekspedycji 24. i 25. na Międzynarodową Stację Kosmiczną, lot na pokładzie Sojuza TMA-19, którego był dowódcą. Dwa spacery kosmiczne: 27 lipca i 15 listopada.
- 2013 – czwarty lot na MSK, dowództwo na pokładzie Sojuza TMA-09M. Inżynier pokładowy ekspedycji 36. i dowódca ekspedycji 37.
- 2017 – 20 kwietnia na pokładzie Sojuza MS-04 wystartował w swój piąty lot kosmiczny. Wszedł w skład 51. (jako inżynier pokładowy) i 52. ekspedycji (jako dowódca). Na Ziemię powrócił 3 września tym samym statkiem.

## Loty załogowe
- STS-112 (Atlantis F-26);

7 października 2002 na pokładzie wahadłowca Atlantis wystartował do misji STS-112. Podczas lotu pełnił funkcję specjalisty misji (MS-4). Razem z nim w kosmos polecieli: Jeffrey Ashby (dowódca), Pamela Melroy (pilot), David Wolf (specjalista misji MS-1), Sandra Magnus (MS-2) oraz Piers Sellers (MS-3). Dwa dni później prom kosmiczny połączył się z Międzynarodową Stacją Kosmiczną. Głównym celem tego lotu były dalsze prace związane z rozbudową konstrukcji stacji. Astronauci zajęli się przede wszystkim montażem nowych elementów kratownicy ITS. W tym celu Sellers i Wolf trzykrotnie wychodzili na zewnątrz ISS. Załoga promu przeniosła poza tym na pokład stacji kosmicznej ponad 800 kg wyposażenia i wykonała kilka niezbędnych prac remontowych. Podczas misji prowadzono również obserwacje atmosfery w poszukiwaniu ewentualnych ubytków ozonu. 16 października prom odłączył się od stacji. Przez dwa kolejne dni pozostawał na orbicie. Na Przylądku Canaveral astronauci wylądowali 18 października 2002.

## Nagrody i odznaczenia
- Order Przyjaźni (2003)
- Medal za Lot Kosmiczny (NASA Space Flight Medal)
- Bohater Federacji Rosyjskiej (2008)
- Order Feniksa (Grecja)
- Universal Astronaut Insignia za lot orbitalny (nr 423) – Stowarzyszenie Uczestników Lotów Kosmicznych (Association of Space Explorers(inne języki))[2]

## Wykaz lotów
| Loty kosmiczne, w których uczestniczył Fiodor N. Jurczichin              | Loty kosmiczne, w których uczestniczył Fiodor N. Jurczichin | Loty kosmiczne, w których uczestniczył Fiodor N. Jurczichin | Loty kosmiczne, w których uczestniczył Fiodor N. Jurczichin | Loty kosmiczne, w których uczestniczył Fiodor N. Jurczichin | Loty kosmiczne, w których uczestniczył Fiodor N. Jurczichin                            | Loty kosmiczne, w których uczestniczył Fiodor N. Jurczichin |
| №                                                                        | Data startu                                                 | Statek kosmiczny                                            | Data lądowania                                              | Statek kosmiczny                                            | Funkcja                                                                                | Czas trwania                                                |
| ------------------------------------------------------------------------ | ----------------------------------------------------------- | ----------------------------------------------------------- | ----------------------------------------------------------- | ----------------------------------------------------------- | -------------------------------------------------------------------------------------- | ----------------------------------------------------------- |
| 1                                                                        | 7 października 2002                                         | STS-112 Atlantis F-26                                       | 18 października 2002                                        | STS-112 Atlantis F-26                                       | specjalista misji (MS-4)                                                               | 10 dni 19 godzin 57 minut i 49 sekund                       |
| 2                                                                        | 7 kwietnia 2007                                             | Sojuz TMA-10                                                | 21 października 2007                                        | Sojuz TMA-10                                                | inżynier pokładowy Sojuza TMA-10, dowódca ekspedycji 15 na ISS                         | 196 dni 17 godzin 4 minuty i 35 sekund                      |
| 3                                                                        | 15 czerwca 2010 (16 czerwca czasu miejscowego)              | Sojuz TMA-19                                                | 26 listopada 2010                                           | Sojuz TMA-19                                                | dowódca Sojuza TMA-19, inżynier pokładowy ekspedycji 24/25 na ISS                      | 163 dni 7 godzin 10 minut i 47 sekund                       |
| 4                                                                        | 28 maja 2013                                                | Sojuz TMA-09M                                               | 11 listopada 2013                                           | Sojuz TMA-09M                                               | dowódca Sojuza TMA-09M, inżynier pokładowy ekspedycji 36 na ISS, dowódca ekspedycji 37 | 166 dni 6 godzin 16 minut i 46 sekund                       |
| 5                                                                        | 20 kwietnia 2017                                            | Sojuz MS-04                                                 | 3 września 2017                                             | Sojuz MS-04                                                 | dowódca Sojuza MS-04, inżynier pokładowy ekspedycji 51 na ISS, dowódca ekspedycji 52   | 135 dni 18 godzin 8 minut i 17 sekund                       |
| Łączny czas spędzony w kosmosie – 672 dni 20 godzin 39 minut i 51 sekund |                                                             |                                                             |                                                             |                                                             |                                                                                        |                                                             |